# 三光溪
三光溪，泰雅語稱為（漢語轉寫為高崗溪，:129-133亦曾轉寫為加庚溪、溪，日治時轉寫為 (Gaogan kei)），是台灣北部淡水河流域大漢溪的源流之一，發源於桃園、宜蘭市縣交界雪山山脈北段主脊的唐穗山東側，也就是靠宜蘭縣大同鄉的那一側。溪水先是向北流，至明池附近轉向西流入桃園市復興區境內，匯集南邊發源自桃園、新竹、宜蘭三縣市交界西丘斯山的左股支流後，轉向西北流，以右股支流在下巴陵匯入馬里闊丸溪（玉峰溪）之後，即為大漢溪的起點。總集水面積約為10717.12公頃。
三光溪谷為桃園市通往宜蘭縣的重要管道，北部橫貫公路即沿此溪谷鋪設。

## 參照
1. ↑  蕭世暉; 汪明輝.  (PDF). 地理研究 (國立臺灣師範大學地理學系). 2016-11, (65): 107–142  [2022-04-24]. ISSN 1019-6684. doi:10.6234/JGR.2016.65.05. （原始内容 (PDF)存档于2022-01-03）.
2. ↑   (地图). 中央研究院人文社會科學研究中心 地理資訊科學研究專題中心. 空間查詢·定位·地名：三光溪.
3. ↑  . 經濟部水利署北區水資源局. 2012-10-31  [2014-05-27]. （原始内容存档于2014-05-29） （中文（臺灣））.